# Tessères de Dou-Mu
Dou-Mu Tesserae
Pour les articles homonymes, voir Dou-Mu.
Les tessères de Dou-Mu (désignation internationale : Dou-Mu Tesserae) sont un ensemble de terrains polygonaux situé sur Vénus dans le quadrangle de Godiva. Il a été nommé en référence à Dou-Mu, déesse chinoise régissant la vie et la mort.